# Novela en verso
Una novela en verso es un tipo de narración poética en la que una historia con la longitud de una novela se cuenta en poesía en lugar de en prosa. Se puede utilizar métrica variada, pero generalmente cuenta con muchos personajes, múltiples voces, diálogos, narración, descripción y acción, en un estilo típicamente novelesco. La obra Eugenio Oneguin, de Aleksandr Pushkin, es considerada un ejemplo de esta forma